# Parler tout bas
«Parler Tout Bas» («Habla despacio») es el tercer «sencillo» de la cantante francesa Alizée puesto a la venta en abril de 2001. La letra habla de un amor, y de cómo parece que los días de lluvia sus juguetes hablan, y no pueden entender que ella ya creció.

## Video
En el video Alizée se encuentra en lo que parece ser un invernadero, en una cama de sábanas blancas, y ella también está vestida de blanco. En los alrededores se ven varios juguetes, incluidas muñecas antiguas. En la primera parte llueve, pero en la segunda parte, Alizée va acompañada de las muñecas a enterrar un osito de peluche abajo de un árbol. Lo mira con cáriño y luego lo cubre de tierra y le clava una cruz de madera. Comienza a llover nuevamente y llega su novio, al que parece hace mucho que no ve. El video termina igual que como empieza.

## Formato y listado de canciones
CD-Single Polydor
1. Parler tout bas (4:35)
2. Parler tout bas (Instrumental) (4:35)

Descarga digital
1. Parler tout bas (4:35)